# El Risitas
Juan Joya Borja (Sevilla, 5 april 1956 – aldaar, 28 april 2021), artiestennaam El Risitas, was een Spaans komiek en voormalig acteur die in 2015 uitgroeide tot een internetberoemdheid vanwege zijn hysterische lach tijdens een interview in 2002.

## Leven
Joya heeft in zijn leven veel verschillende banen gehad, waaronder het laden van zakken cement en koken in de keuken van een restaurant. Daarover heeft hij veel op de Andalusische televisie verteld in programma's van journalist en presentator Jesús Quintero. Hij verscheen voor het eerst op de televisie in 2000, in het programma El Vagamundo. Daarin haalde hij samen met zijn zwager Antonio Rivero Crespo – alias El Peíto of Cuñao (Sevilla, 1959 - aldaar, 21 december 2003) – op komische toon herinneringen op aan zijn banen. Juan Joya Borja overleed op 65-jarige leeftijd in 2021.

## Interview
In 2007 gaf Joya een interview in het programma Ratones Coloraos, waarin hij zijn baan als kok in een visrestaurant in Chipiona beschreef; hij moest van zijn baas paelleras (speciale pannen voor paella) aan elkaar vastbinden en ze in zee achterlaten, hopend dat het zeezout de pannen zou schoonmaken. Toen hij 's ochtends terugkwam, bleken de pannen, op een na, allemaal in zee gedreven te zijn; de ene die hij vond, zat vast tussen de rotsen vlak bij een vuurtoren. Terwijl hij dit zat te vertellen, liet hij steeds weer een hysterische lach horen, die door mensen op internet wordt beschreven als een dolfijn met stuiptrekkingen. In juni 2007 plaatste Quintero het fragment op YouTube, waar het zo'n twee miljoen keer werd bekeken in de acht jaar voordat het fragment beroemd werd.

## Geschiedenis
In 2014 werd het fragment gebruikt door mensen uit Egypte om president Abdul Fatah al-Sisi belachelijk te maken. Dit deden ze door de beelden van de vertellende en schaterende Joya te ondertitelen met een volkomen fictief, zelf verzonnen verhaal. Vanaf dat moment groeide het fragment uit tot een internetmeme. In maart van het volgende jaar verscheen het fragment met in de ondertiteling een verhaal waarin het lijkt of Joya bij Apple werkt als ontwerper van de MacBook Retina en dat hij vertelt dat er geen extra USB-poorten op de laptop aanwezig zijn. Dit filmpje werd uiteindelijk meer bekeken dan het origineel.